# Daichi Sawano
Daichi Sawano (jap. 澤野 大地 Sawano Daichi; * 16. September 1980 in Osaka) ist ein japanischer Stabhochspringer.

## Sportliche Laufbahn
Erste internationale Erfahrungen sammelte Daichi Sawano 2002 bei den Asienmeisterschaften in Colombo, bei denen er mit übersprungenen 5,40 m die Goldmedaille gewann. Im Jahr darauf nahm er an den Weltmeisterschaften in Paris teil und gelangte dort bis in das Finale, konnte dort aber nicht mehr antreten. 2004 scheiterte er bei den Hallenweltmeisterschaften in Budapest mit 5,55 m in der Qualifikation. Zudem qualifizierte er sich für die Olympischen Spiele in Athen, bei denen er mit 5,55 m im Finale auf Rang 13 gelangte. Im Jahr darauf wurde er bei den Weltmeisterschaften in Helsinki mit einer Höhe von 5,50 m Achter. Zudem siegte er erneut bei den Asienmeisterschaften im südkoreanischen Incheon mit 5,40 m. 2006 siegte er bei den Hallenasienmeisterschaften in Pattaya mit übersprungenen 5,60 m und schied bei den Hallenweltmeisterschaften in Moskau mit 5,65 m in der Qualifikation aus. Im Dezember siegte er schließlich mit einer Höhe von 5,60 m bei den Asienspielen in Doha.
2007 nahm er an den Heimweltmeisterschaften in Osaka teil, dort gelang ihm aber in der Qualifikation kein gültiger Versuch. Im Jahr darauf siegte er erneut bei den Hallenasienmeisterschaften in Doha mit 5,45 m und schied bei den Hallenweltmeisterschaften in Valencia mit 5,65 m in der Qualifikation aus. Im Sommer nahm er erneut an den Olympischen Spielen in Peking teil und schied diesmal mit 5,55 m in der Qualifikation aus. Bei den Weltmeisterschaften in Berlin wurde er mit übersprungenen 5,50 m im Finale Zehnter und bei den Asienmeisterschaften in Guangzhou gewann er mit 5,45 m die Bronzemedaille hinter den beiden Chinesen Liu Feiliang und Yang Quan. Zwei Jahre später siegte er mit 5,50 m bei den Asienmeisterschaften in Kōbe und gelangte bei den Weltmeisterschaften in Daegu bis in das Finale, in dem er mit 5,65 m auf Rang 14. 2013 nahm er erneut an den Weltmeisterschaften in Moskau teil und schied dort mit 5,40 m in der Qualifikation aus. Bei den Asienspielen in Incheon gewann er mit 5,55 m die Silbermedaille hinter dem Chinesen Xue Changrui. 2016 nahm er zum dritten Mal an den Olympischen Spielen in Rio de Janeiro teil und wurde dort mit einer Höhe von 5,50 m im Finale Siebter. 2019 schied er bei den Weltmeisterschaften in Doha mit 5,45 m in der Qualifikation aus.
2000, 2003 und 2004, von 2006 bis 2009 sowie 2011 und 2016 wurde Sawano japanischer Meister im Stabhochsprung.

## Persönliche Bestleistungen
- Stabhochsprung: 5,83 m, 3. Mai 2005 in Shizuoka (japanischer Rekord)
  - Stabhochsprung (Halle): 5,70 m, 10. Januar 2014 in Reno